# Saint-Christophe, Charente

Saint-Christophe este o comună în departamentul Charente, Franța. În 1 ianuarie 2022 avea o populație de 323 de locuitori.